# Cembalea
Cembalea là một chi nhện trong họ Salticidae.